# Flashes Before Your Eyes
"Flashes Before Your Eyes" er ottende afsnit af tredje sæson af den amerikanske tv-serie Lost, og hele seriens 55. afsnit. Det blev instrueret af Jack Bender og skrevet af Damon Lindelof og Drew Goddard. Afsnittet blev udsendt første gang 14. februar 2007.

## Synopsis
Under Mr. Ekos (Adewale Akinnuoye-Agbaje) begravelse begynder Desmond Hume (Henry Ian Cusick) at opføre sig underligt i Hugo "Hurley" Reyes' (Jorge Garcia) øjne, og pludselig løber Desmond sin vej, fra dybt i junglen til stranden, hvor Claire Littleton (Emilie de Ravin) er ved at drukne. Efter at have reddet hende, bliver han først takket af personligt af Claire, men Charlie Pace (Dominic Monaghan) og Hurley er skeptiske overfor måden hvorpå, det lykkedes Desmond at høre hende. De beslutter at drikke Desmond fuld, men selv da benægter han at flere suspekte hændelser har nogen særlig forklaring, og først da Charlie kalder ham en kujon, reagerer han, ved at overfalde rockstjernen.
Desmonds bevidsthed sættes et par år tilbage, til en tid hvor han stadig boede sammen med Penelope Widmore (Sonya Walger), og netop er faldet ned af en stige efter at have malet. Overrasket over at "være tilbage," tager han glædeligt imod, men minderne om øen kommer hastigt tilbage. Ikke desto mindre tager Desmond til jobsamtale hos Pennys far, Charles Widmore (Alan Dale), og under interviewet skifter Desmond emne, og beder i stedet om Charles' datters hånd. Charles skænker sig et glas whiskey, tager en tår og siger Desmond ikke er værdig til at dele drikken med ham, og følger op med at spørge hvordan Penny så nogensinde ville kunne være ham værdig. Desmond forlader Widmore Industries i vrede, og møder Charlie udendørs. Mens publikummet lytter til "Wonderwall," ser Desmond Charlie i visioner – hvad han oplever som minder – fra fremtiden. Han konfronterer hysteriskt Charlie, hvortil musikeren blot svarer, at Desmonds opførsel er grunden til man ikke tager stoffer.
I desperation opsøger Desmond sin ven Donovan, der er professor i fysik. Over en øl på en pub, diskuterer de sandsynligheden for at Desmond har rejst i tiden, noget der synes at prælle af på professoren, der konkluderer at tidsrejser ikke eksisterer. Desmond formår heller ikke at forudsige aftenens begivenheder, efter et postulat om fodboldkampen ville vende til alles overraskelse, og at bartenderen ville blive slået ned.
Desmond beslutter at gifte sig med Penny, og besøger Ms. Hawkings (Fionnuala Flanagan) butik for råd. Han finder en ring, men den ældre dame begynder at snakke om hvorfor han ikke køber den: Han bliver usikker, og er desuden bestemt til at tage til øen, og indtaste tallene i computeren, så ikke alle er dødsdømte. De følges ad til en bænk når London Underground, og Hawkings beder Desmond bemærke en mand med røde sko. Bag dem styrter et bygningsværk sammen, og den omtalte mand kvæstes derunder og dør. Hun forklarer Desmond, at selvom hun havde advaret ham, så ville universet finde en måde at rette op på tingene. Desmond forlader den ældre dame, med ord om at ville gifte sig, trods han skulle være bestemt til at rejse til øen. Ikke lang tid efter, bryder Desmond alligevel op med Penny.
Han vender tilbage til pubben, og de ting han havde forudset den anden aften, finder sted, og han indser at der ganske simpelt ikke var tale om den korrekte aften. Desmond slås bevidstløs, og er bevidsthedsmæssigt tilbage på øen.
Fordrukkent fortæller Desmond, at det ikke var Claire han reddede om morgenen, men Charlie. I sine visioner havde han set Charlie drukne i forsøget på at få hende op af vandet. Og Desmond indrømmer for musikeren, at det ikke er første gang han har haft visioner om hans død.

## Trivia
- Charlie synger i Desmonds flashback, følgende linje fra Wonderwall: "You're going to be the one who saves me," mens Desmond kommer nærmere. Desmond bruger det meste af tredje sæson på at redde Charlie.